# Ersheim

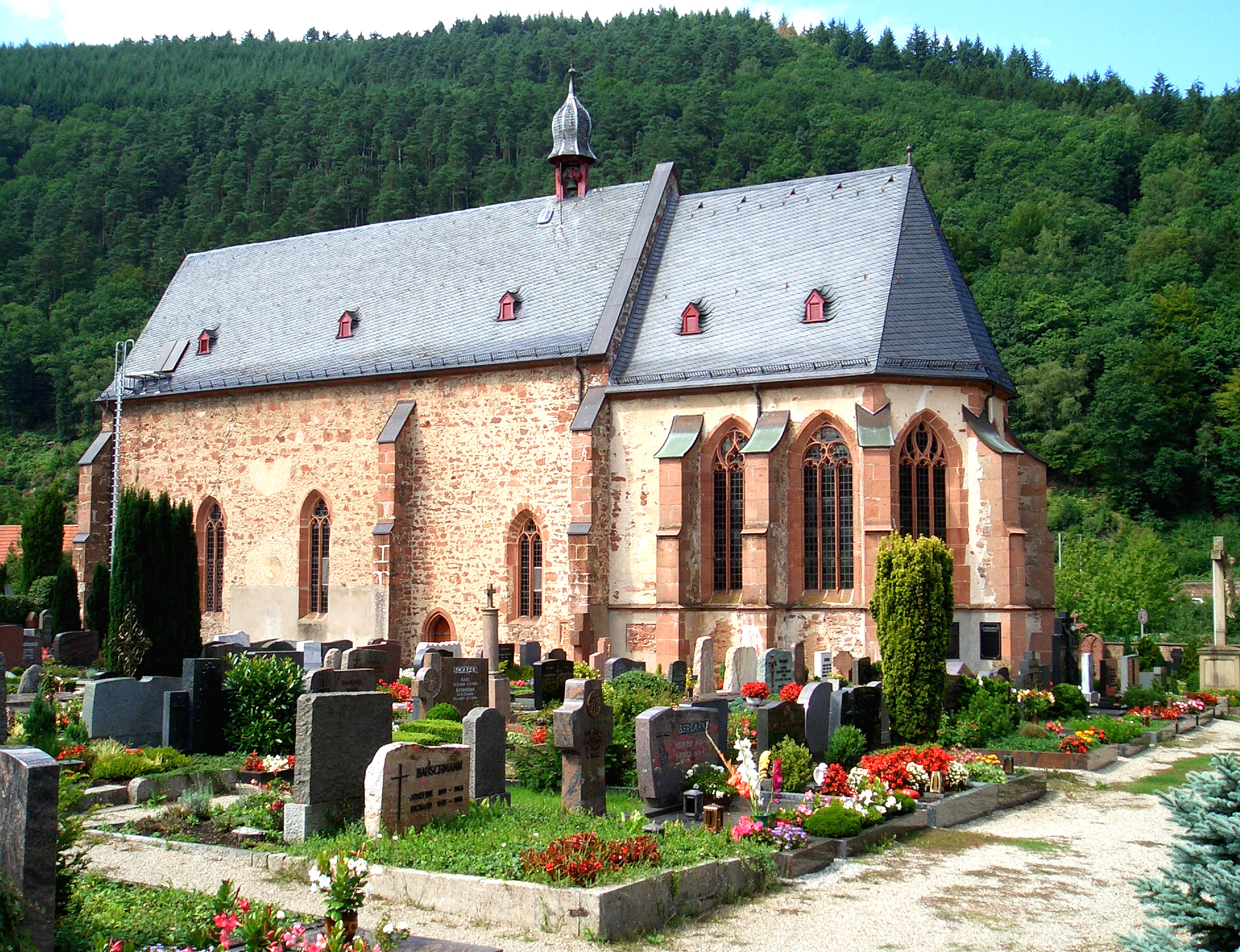
Ersheimer Kapelle

Ersheim ist ein Stadtteil von Hirschhorn (Neckar) im südhessischen Landkreis Bergstraße und die einzige Ortschaft Hessens am linken südlichen Neckarufer, abgesehen von Bad Wimpfen mit seinem besonderen staatsrechtlichen Status.

## Geographische Lage

Luftbild mit Ersheim innerhalb der Neckarschleife

Ersheim liegt als Teil der Gemarkung Hirschhorn in der Hirschhorner Neckarschleife und ist allseitig bis auf eine etwa 250 Meter breite Landbrücke im Süden von Wasser umgeben. An dieser Engstelle schneidet die Landesgrenze zu Baden-Württemberg, die ansonsten dem Flusslauf folgt, die Neckarschleife ab. Ersheim gehört als einziger hessischer Ort zum Kleinen Odenwald, dem Teil des Odenwaldes, der links und südlich des Neckars liegt. Zudem ist Ersheim der einzige Ortsteil Hirschhorns, der vollständig auf einer Halbinsel liegt. Das hessische Ersheimer Gebiet in der Neckarschleife erstreckt sich vom Ufer aus bis zu der etwa 1.200 Meter entfernten Landesgrenze stetig steigend, ist fast vollständig bebaut und bietet so einem erheblichen Teil der Einwohner der Stadt Hirschhorn Wohnraum. Zu Ersheim hinzurechnen kann man die Neckarauen, die sich flussabwärts des Ortes zwischen Wasser und Waldrand am linken Ufer 3 Kilometer weit bis Neckarhausen gegenüber hinziehen. Auch sie gehören zum Stadtgebiet von Hirschhorn und damit zu Hessen.
Die nächstgelegenen Ortschaften sind die Kernstadt Hirschhorn im Westen, Rothenberg im Norden, Igelsbach (bei Eberbach) im Nordosten, Moosbrunn im Südosten und im Südwesten Neckarhausen.

## Geschichte
Der früheste erhalten gebliebene urkundliche Nachweis belegt im Lorscher Codex eine Schenkung an das Kloster Lorsch in villa Ersheim (im Dorf Ersheim) im Jahr 773.  Einen ersten Beleg für das Bestehen einer Kirche oder Kapelle gibt es aus dem Jahr 1345 unter dem Patrozinium Nazarius und Celsus. Im Laufe des 16. Jahrhunderts löste sich das Dorf Ersheim allmählich auf zugunsten der neu gegründeten Stadt Hirschhorn mit ihren festen schützenden Mauern.
Die Statistisch-topographisch-historische Beschreibung des Großherzogthums Hessen berichtet 1829 über die Ersheimer Kirche:

„Erschheimer Kirche (L. Bez. Hirschhorn) Kapelle, liegt mit einigen Häusern und zwei Ziegelhütten Hirschhorn gegenüber auf dem linken Ufer des Neckars. Diese Kapelle oder Kirche ist merkwürdig durch ihren gothischen Bau und durch ihr Alter, welches wenigstens bis 1335 zurückgeht. Sie enthält vorzüglich schon gearbeitete Steine, an deren einen der vordersten Bogenstützen des Chors die Namen der drei Brüder, Georg, Philipp und Engelhard von Hirschhorn eingehauen sind; gegenüber stehet die Zahl 1517. Unter den Grabsteinen findet sich auch der eines Albertus de Hirzhorn, † 1400, und der seines Sohnes Johannes von 1405. Um diese Kirche ist der Begräbnißplatz für Hirschhorn, und viermal des Jahrs wallfahren dessen Bewohner in feierlicher Prozession hierher und besuchen die Gräber der Entschlafenen. Doch befindet sich auch auf der rechten Neckarseite ein kleiner Kirchhof wenn im Winter die Fahrt über den Neckar nicht möglich ist. Die Sage will, hier habe einst Hirschhorn gestanden, aber Urkunden nennen das Dorf Erschheim, dessen Namen noch die Kirche führt und das in einer Lorscher Urkunde Eressam genannt wird. Es muß schon frühe verschwunden seyn; denn im 15. und 16. Jahrhundert waren nur noch die Wohnungen des Pfarrers, des Altaristen, des Glöckners und eines Hofbauern vorhanden, welche in der Folge auch noch eingingen. Zu der Pfarrei Erschheim, auch Ersheim genannt, gehörten noch 1496 die Orte Hirschhorn, Igelsbach, Heimbrunn und Neckarhausen als Filiale“

In der Statistik des Grossherzogthums Hessen wird der Ort 1863 als Ziegelhütte von Hirschhorn mit 3 Häusern und 34 Einwohnern geführt.
1927 wurden in Ersheim 26 Einwohner gezählt. Seit der Fertigstellung der Neckarstaustufe mit Schleuse und Brücke im Jahr 1933 gibt es eine Straßenverbindung von Ersheim nach Hirschhorn. Dadurch begünstigt kam es noch in den 1930er Jahren zum Bau der Schule und einiger Wohnhäuser in Ersheim. Ab 1946 führte der Zustrom von Vertriebenen und Flüchtlingen nach Hirschhorn zur Erschließung von Neubaugebieten in Ersheim, so dass dort bis 1982 knapp 1000 Wohnungen entstanden und die Einwohnerzahl des ehemals verödeten Ortes die der Altstadt zu übersteigen begann.

## Verkehr
Über den Neckar und durch Ersheim führt die Kreisstraße K 38, die am Hirschhorner Ufer von der Landesstraße L 3105 abzweigt und hinter der Landesgrenze als K 4105 nach Moosbrunn weiter führt. Die Bundesstraße 37 und die mit ihr vereinigte Bundesstraße 45 schneidet südlich von Ersheim die Hirschhorner Neckarschleife mit zwei Brückenbauwerken und einem Tunnel ab.
Die Hirschhorner Doppelschleuse für den Neckar als Bundeswasserstraße und das Kraftwerk liegen am Ersheimer Ufer bei Flusskilometer 47,7. Das Stauziel liegt bei einer Höhe von 121,70 Meter und die Fallhöhe bei 5,30 Meter.